# Упередженість оптимізму
Упередженість оптимізму (або оптимістична упередженість) — це когнітивна упередженість, яка змушує когось вірити, що вони самі рідше переживають негативну подію. Також відома як нереальний оптимізм або порівняльний оптимізм.
Упередженість оптимізму загальна і виходить за межі статі, етнічної приналежності, національності та віку. Оптимістичні упередження спостерігаються також у тварин, таких як щури та птахи.
Чотири фактори можуть змусити людину бути оптимістично упередженою: бажаний кінцевий стан, когнітивні механізми, інформація, яку вони мають про себе проти інших, та загальний настрій. Оптимістичне упередження спостерігається в ряді ситуацій. Наприклад: люди, які вважають, що їм менше загрожує стати жертвою злочину; курці, котрі вважають, що у них менше шансів захворіти на рак легенів або інші захворюваннями, ніж у інших курців; ті, хто вперше стрибають на банджі, вважаючи, що вони менш схильні до ризику травму, ніж інші стрибуни; або торговці, які вважають, що вони менш схильні до потенційних втрат на ринках.
Хоча упередження оптимізму стосується як для позитивних подій (наприклад, вважати фінансово успішними, ніж інші), так і для негативних (наприклад, коли рідше виникають проблеми з алкоголізмом), є більше досліджень та доказів того, що упередження сильніші щодо негативних подій (ефект валентності). Різні наслідки виникають внаслідок цих двох типів подій: позитивні події часто призводять до почуття благополуччя та самооцінки, тоді як негативні події ведуть до наслідків, що включають більший ризик, наприклад, участь у ризикованій поведінці та недотримання запобіжних заходів заходи безпеки.

### Фактори
Фактори, що призводять до оптимістичного упередження, можна розділити на чотири різні групи: бажані кінцеві стани порівняльного судження, когнітивні механізми, інформація про себе проти цілі та основний афект. Це пояснюється докладніше нижче.

### Вимірювання
Упередженість оптимізму, як правило, вимірюється за двома детермінантами ризику: абсолютний ризик, коли окремих людей просять оцінити свою ймовірність пережити негативну подію порівняно з їхнім фактичним шансом пережити негативну подію (порівняння проти себе), та порівняльний ризик, коли люди попросили оцінити ймовірність переживання негативної події (оцінка їх особистого ризику) порівняно з іншими людьми того ж віку та статі (цільова оцінка ризику). Проблеми можуть виникнути при спробі виміряти абсолютний ризик, оскільки надзвичайно складно визначити фактичну статистику ризику для людини. Тому оптимістичне упередження в основному вимірюється у порівняльних формах ризику, коли люди порівнюють себе з іншими, шляхом прямого та непрямого порівняння. Пряме порівняння задає питання, чи є власний ризик особи переживанням події меншим, більшим або рівним чужому ризику, тоді як непрямі порівняння вимагають від осіб окремих оцінок власного ризику пережити подію та ризику інших переживання тієї самої події.
Отримавши оцінки, дослідники можуть використовувати інформацію, щоб визначити, чи є різниця в середній оцінці ризику людини порівняно із середньою оцінкою ризику їхніх однолітків. Як правило, при негативних подіях середній ризик людини виглядає нижчим, ніж оцінка ризику інших. Потім це використовується для демонстрації ефекту упередженості. Оптимістичне упередження може бути визначене лише на рівні групи, оскільки на індивідуальному рівні позитивна оцінка може бути правдивою. Подібним чином, труднощі можуть виникати в процедурах вимірювання, оскільки важко визначити, коли хтось налаштований оптимістично, реалістично чи песимістично. Дослідження показують, що упередженість походить від завищення групових ризиків, а не від недооцінки власного ризику.
Приклад: учасники призначали вищу ймовірність вибору картки, на зворотному боці якої був усміхнене обличчя, ніж карти, що мала насуплене обличчя.

### Когнітивні механізми
На оптимістичну упередженість, можливо, впливають також три когнітивні механізми, які керують судженнями та процесами прийняття рішень: евристичність репрезентативності, особлива цільова спрямованість та міжособистісна дистанція.

### Евристика репрезентативності
Оцінки ймовірності, пов'язані з оптимістичним упередженням, базуються на тому, наскільки тісно подія відповідає загальному уявленню людини про конкретну подію. Деякі дослідники припускають, що евристичність репрезентативності є причиною оптимістичного упередження: люди, як правило, при порівнянні думають у стереотипних категоріях, а не про свої фактичні цілі. Наприклад, коли водіям пропонують подумати про дорожньо-транспортну пригоду, вони частіше пов'язують поганого водія, а не просто пересічного водія. Люди порівнюють себе з негативними елементами, які їм спадають на думку, а не із загальним точним порівнянням між ними та іншим водієм. Крім того, коли людям пропонувалось порівняти себе з друзями, вони вибирали більш вразливих друзів на основі подій, на які вони дивились. Люди, як правило, вибирають конкретного друга, виходячи з того, чи вони схожі на даний приклад, а не просто середнього друга. Люди знаходять приклади, які безпосередньо стосуються того, про що їх запитують, що призводить до евристики репрезентативності.

### Одиночний цільовий фокус
Однією з труднощів оптимістичного упередження є те, що люди знають про себе більше, ніж про інших. Хоча люди знають, як думати про себе як про одну людину, вони все ще думають про інших як про узагальнену групу, що призводить до упереджених оцінок та нездатності достатньо зрозуміти свою цільову групу чи групу порівняння. Подібним чином, коли судять і порівнюють свій ризик порівняно з іншими, люди, як правило, ігнорують пересічну людину, але в першу чергу зосереджуються на власних почуттях і переживаннях.

### Міжособистісна відстань
Сприймаються різниці ризику виникають залежно від того, наскільки далеко чи близька порівняна мета до особи, яка робить оцінку ризику. Чим більша сприймана відстань між собою та ціллю порівняння, тим більша сприймана різниця в ризику. Коли хтось наближає ціль порівняння до окремої людини, оцінки ризику з'являються ближче, ніж якщо ціль порівняння була кимось більш віддаленим від учасника. Існує підтримка сприйманої соціальної дистанції у визначенні оптимістичного упередження. Перегляд порівнянь особистого та цільового ризиків між групами сприяє зростанню загальної схожості, ніж коли люди замислюються про порівняння зовнішніх груп, що призводить до більших відчутних відмінностей. В одному дослідженні дослідники маніпулювали соціальним контекстом групи порівняння, де учасники судили щодо двох різних цілей порівняння: типового студента в своєму університеті та типового студента в іншому університеті. Результати їхніх досліджень показали, що люди не тільки працювали в першу чергу з більш тісним порівнянням, але й мали більш високі оцінки для себе, ніж «більш різні» групи.
Дослідження також помітили, що люди демонструють більш оптимістичну упередженість при порівнянні, коли інший є неясним індивідом, але упередження зменшуються, коли інший є знайомою людиною, наприклад, другом або членом сім'ї. Це також визначається через інформацію, яку вони мають про найближчих людей, але не мають тієї самої інформації про інших людей.

## Бажані кінцеві стани порівняльного судження
Багато пояснень оптимістичного упередження походять від цілей, яких хочуть люди, та результатів, які вони хочуть бачити. Люди схильні сприймати свої ризики як менші, ніж інші, оскільки вони вірять, що це те, що хочуть бачити інші люди. Ці пояснення включають самовдосконалення, самопрезентацію та сприйманий контроль .

### Самовдосконалення
Самовдосконалення говорить про те, що оптимістичні прогнози задовольняють і що приємно думати, що відбудуться позитивні події. Люди можуть контролювати своє занепокоєння та інші негативні емоції, якщо вважають, що їм краще, ніж іншим. Люди, як правило, зосереджуються на пошуку інформації, яка підтверджує те, що вони хочуть бачити, а не на тому, що з ними станеться. Що стосується оптимістичної упередженості, люди сприйматимуть події сприятливіше, оскільки саме такою вони б хотіли, щоб був результат. Це також свідчить про те, що люди можуть знизити свої ризики порівняно з іншими, щоб зробити себе вигіднішими за середній показник: вони менш схильні до ризику, ніж інші, а отже, і краще.

### Самопрезентація
Дослідження показують, що люди намагаються створити та підтримувати бажаний особистий імідж у соціальних ситуаціях. Люди мотивовані представляти себе в оточенні інших у гарному світлі, і деякі дослідники припускають, що оптимістичне упередження є представником процесів самопрезентації: люди хочуть виглядати заможнішими за інших. Однак це відбувається не через свідомі зусилля. У дослідженні, де учасники вважали, що їхні навички водіння будуть перевірені або в реальному житті, або в симуляціях водіння, люди, які вважали, що їх потрібно тестувати, мали менш оптимістичний ухил і були більш скромними щодо своїх навичок, ніж ті, кого не перевіряли. Дослідження також показують, що особи, які представляють себе в песимістичному і більш негативному світлі, як правило, менш сприймаються рештою суспільства. Це може сприяти надто оптимістичному ставленню.

### Особистий контроль / сприйманий контроль
Люди, як правило, більш оптимістично упереджені, коли вважають, що мають більше контролю над подіями, ніж інші. Наприклад, люди частіше думають, що їм не буде завдано шкоди в дорожньо-транспортній пригоді, якщо вони будуть керувати транспортним засобом. Іншим прикладом є те, що якщо хтось вважає, що у нього є великий контроль над зараженням ВІЛ, він, швидше за все, вважатиме свій ризик зараження хворобою низьким. Дослідження показують, що чим більший відчутний контроль у когось, тим більший його оптимістичний ухил. Виходячи з цього, контроль є сильнішим фактором, коли мова йде про оцінку особистого ризику, але не при оцінці інших.
Мета-аналіз, що розглядає взаємозв'язок між оптимістичним упередженням та сприйнятим контролем, виявив, що ряд модераторів сприяють цьому взаємозв'язку. У попередніх дослідженнях учасники Сполучених Штатів, як правило, мали вищі рівні оптимістичного упередження щодо сприйнятого контролю, ніж у інших національностей. Студенти також виявили більший рівень оптимістичного упередження, ніж не студенти. Формат дослідження також продемонстрував різницю у взаємозв'язку між сприйнятим контролем та оптимістичним упередженням: прямі методи вимірювання пропонували більший сприйманий контроль та більший оптимістичний упередженість порівняно з непрямими показниками упередженості. Оптимістичне упередження є найсильнішим у ситуаціях, коли людині необхідно сильно покладатися на прямі дії та відповідальність за ситуації.
Протилежним фактором сприйманого контролю є попередній досвід. Попередній досвід, як правило, асоціюється з менш оптимістичним упередженням, що, на думку деяких досліджень, спричиняється або зменшенням сприйняття особистого контролю, або полегшенням людям уявити себе під загрозою. Попередній досвід свідчить, що події можуть бути менш керованими, ніж вважалося раніше.

## Інформація про себе проти цілі
Особи знають про себе набагато більше, ніж про інших. Оскільки інформація про інших є менш доступною, інформація про себе проти інших змушує людей робити конкретні висновки щодо власного ризику, але в результаті їм важче робити висновки про ризики інших. Це призводить до розбіжностей у судженнях і висновках щодо власних ризиків порівняно з ризиками інших, що призводить до більших прогалин в оптимістичному упередженні.

### Упередження щодо позитиву людини
Особистісно зміщення позитивності тенденція оцінювати об'єкт вигідніше тим більше об'єкта нагадує окрема людина. Як правило, чим більше ціль порівняння нагадує конкретну людину, тим більш знайомою вона буде. Однак групи людей вважаються більш абстрактними поняттями, що призводить до менш сприятливих суджень. Що стосується оптимістичного упередження, коли люди порівнюють себе із середньостатистичною людиною, незалежно від того, хто тієї ж статі чи віку, ціль продовжує розглядатися як менш людська та менш персоніфікована, що призведе до менш сприятливих порівнянь між собою та іншими.

### Егоцентричне мислення
«Егоцентричне мислення» означає, як люди знають більше про власну особисту інформацію та ризикують використовувати їх для формування суджень та прийняття рішень. Однак одна складність полягає в тому, що люди мають велику кількість знань про себе, але не знають про інших. Тому, приймаючи рішення, люди повинні використовувати іншу доступну їм інформацію, наприклад дані про населення, щоб дізнатись більше про свою групу порівняння. Це може стосуватися упередженого оптимізму, оскільки, хоча люди використовують наявну інформацію про себе, їм важче розуміти правильну інформацію про інших.
Також можливо, що хтось може уникнути егоцентричного мислення. В одному дослідженні одна група учасників перерахувала всі фактори, які впливали на їхні шанси пережити різноманітні події, а потім друга група прочитала список. Ті, хто читав список, показали менш оптимістичні упередження у власних звітах. Цілком можливо, що більші знання про інших та їх сприйняття шансів на ризик наближають групу порівняння до учасника.

### Заниження контролю середньої людини
Щодо егоцентричного мислення, можливо, люди недооцінюють рівень контролю, який має середня людина. Це пояснюється двома різними способами:
1. Люди недооцінюють контроль, який інші мають у своєму житті.
2. Люди повністю не помічають, що інші мають контроль над своїми результатами.

Наприклад, багато курців вважають, що вони вживають усіх необхідних запобіжних заходів, щоб вони не захворіли на рак легенів, наприклад, куріння лише один раз на день, або використання сигарет з фільтром, і вважають, що інші не вживають таких самих запобіжних заходів. Однак, ймовірно, багато інших курців роблять те саме і дотримуються тих самих запобіжних заходів. [3]

### Основний афект
Останній фактор оптимістичного упередження — це основний афект та афект досвіду. Дослідження показали, що люди виявляють менш оптимістичну упередженість, коли переживають негативний настрій, і більше оптимістичної упередженості, коли перебувають у позитивному настрої. Сумні настрої відображають більші спогади про негативні події, що призводить до більш негативних суджень, тоді як позитивні настрої сприяють щасливим спогадам і більше позитивним почуттям. Це свідчить про те, що загальний негативний настрій, включаючи депресію, призводить до збільшення оцінок особистого ризику, але загалом менш оптимістичного упередження. ривога також призводить до менш оптимістичного упередження, продовжуючи припускати, що загальний позитивний досвід і позитивні установки ведуть до більш оптимістичного упередження в подіях.

## Наслідки для здоров'я
Щодо здоров'я, оптимістичне упередження, як правило, заважає людям вживати профілактичних заходів для зміцнення здоров'я. Наприклад, люди, які недооцінюють порівняльний ризик серцево-судинних захворювань, менше знають про серцеві захворювання, і навіть прочитавши статтю з додатковою інформацією, все одно менше стурбовані ризиком серцево-судинних захворювань. Оскільки оптимістичне упередження може бути сильною силою у прийнятті рішень, важливо поглянути на те, як визначається сприйняття ризику та як це призведе до профілактичної поведінки. Тому дослідники повинні усвідомлювати оптимістичну упередженість та способи, якими це може перешкодити людям вживати запобіжних заходів при виборі життя.
Сприйняття ризику особливо важливо для індивідуальної поведінки, таких як фізичні вправи, дієта та навіть використання сонцезахисних кремів.
Велика частина запобігання ризику зосереджена на підлітках. Особливо із сприйняттям ризику для здоров'я, підлітковий вік пов'язаний із підвищеною частотою ризикованої поведінки, пов'язаної зі здоров'ям, такої як куріння, наркотики та небезпечний секс. Хоча підлітки усвідомлюють ризик, це усвідомлення не змінює звички поведінки. Підлітки з сильним позитивним оптимістичним ухилом до ризикованої поведінки мали загальне збільшення оптимістичного упередження з віком.
Однак безумовні запитання щодо ризику в дослідженнях поперечного перерізу використовуються послідовно, що призводить до проблем, оскільки вони задають питання про ймовірність дії, але не визначають, чи є результат, або порівнюють події, які не відбулися, з подіями, які мати. багато разів виникають методологічні проблеми в цих тестах.
Щодо вакцин, уявлення про тих, хто не був щеплений, порівнюються із сприйняттям людей, які були. Інші проблеми, що виникають, включають невідомість сприйняття людиною ризику. Знання цієї інформації буде корисним для подальших досліджень оптимістичного упередження та профілактичної поведінки.

## Нейронауки
Функціональне нейровізуалізація припускає ключову роль ростральної передньої порожнистої кори (ACC) в модулюванні як емоційної обробки, так і автобіографічного пошуку. Це частина мозкової мережі, що демонструє значну кореляцію між ростральним АКК та мигдалею під час уявлення майбутніх позитивних подій та обмеженою кореляцією під час уявлення майбутніх негативних подій. На основі цих даних пропонується, щоб ростральний АКК відігравав вирішальну роль у створенні позитивних образів майбутнього і, зрештою, у забезпеченні та підтримці упередженості оптимізму.

## Політика, планування та управління
Упередженість оптимізму впливає на рішення та прогнози в політиці, плануванні та управлінні, наприклад, витрати та терміни виконання запланованих рішень, як правило, недооцінюються, а переваги завищені завдяки упередженості оптимізму. Термін помилкове планування для цього ефекту був вперше запропонований Даніелем Канеманом та Амосом Тверським. Зростає кількість доказів, що упередженість оптимізму є однією з найбільших причин ризику перевитрати мегапроектів .

## Ефект валентності
Ефект валентності використовується для натяку на ефект валентності на нереальний оптимізм. Його вивчав Рон С. Голд та його команда з 2003 р. Вони по-різному формулюють запитання до однієї і тієї ж події: "деяким учасникам була надана інформація про умови, що сприяють певній події, пов'язаній зі здоров'ям, наприклад, розвитку серцевих захворювань, і їм пропонувалось оцінити порівняльну ймовірність того, що вони переживуть подію. Іншим учасникам була надана відповідна інформація про умови, які запобігають одній і тій же події, і їм запропоновано оцінити порівняльну ймовірність того, що вони зможуть уникнути події ". Вони, як правило, виявили, що нереалістичний оптимізм був більшим для негативної, ніж позитивної валентності.
Ефекти валентності, які також вважаються формою когнітивного упередження, мають кілька реальних наслідків. Наприклад, це може призвести до завищення майбутніх доходів компанії інвесторами, і це може спричинити тенденцію до її завищення. Щодо досягнення організаційних цілей, це могло б спонукати людей складати нереальні графіки, що допомагають сприяти так званій помилці планування, яка часто призводить до прийняття неправильних рішень та відмови від проектів.

## Спроби змінити та ліквідувати
Дослідження показали, що дуже важко усунути оптимістичні упередження. Деякі коментатори вважають, що спроба зменшити його може спонукати людей адаптуватися до поведінки, що захищає здоров'я. Однак дослідження показали, що його не можна зменшити, і що зусилля щодо його зменшення, як правило, призводять до ще більш оптимістично упереджених результатів. У дослідженні чотирьох різних тестів, спрямованих на зменшення оптимістичної упередженості, за допомогою списків факторів ризику учасники, які сприймають себе як нижчих за інших, учасники попросили подумати про осіб з високим ризиком та вказавши атрибути того, чому вони перебувають у групі ризику, всі збільшували зміщення, а не зменшували його. Інші дослідження намагалися зменшити упередження за рахунок зменшення відстані, але загалом воно все ще залишається.
Ця, здавалося б, парадоксальна ситуація — в якій спроба зменшити упередженість може іноді насправді збільшити її — може бути пов'язана з розумінням напівжартомого та рекурсивно сформульованого " закону Гофштадтера ", який стверджує, що: Це завжди займає більше часу, ніж ви очікуєте, навіть коли ви враховуєте закон Гофстадтера .
Хоча дослідження показали, що усунути упередженість дуже важко, деякі фактори можуть допомогти усунути розрив в оптимістичному упередженні між людиною та цільовою групою ризику. По-перше, розташувавши групу порівняння ближче до особистості, можна зменшити оптимістичну упередженість: дослідження показали, що коли людей просили порівняти між собою та близькими друзями, майже не було різниці у ймовірності настання події. Крім того, насправді переживання події призводить до зменшення оптимістичного упередження. Хоча це стосується лише подій з попереднім досвідом, знання раніше невідомого призведе до меншого оптимізму щодо того, що воно не відбудеться.

## Упередженість песимізму
Протилежністю упередженості оптимізму є упередженість песимізму (або песимістична упередженість), оскільки принципи оптимістичної упередженості продовжують діяти в ситуаціях, коли люди вважають себе гіршими за інших. Оптимізм може виникати як через спотворення особистих оцінок, що представляє особистий оптимізм, так і через спотворення інших, що представляє особистий песимізм.
Упередженість песимізму — це ефект, при якому люди перебільшують ймовірність того, що з ними трапляться негативні речі. Це протиставляється упередженості оптимізму. Різниця полягає в тому, що ми неймовірно переживаємо за майбутнє нашого суспільства.
Люди з депресією особливо схильні до песимізму. Опитування курців виявили, що їх рейтинг ризику серцево-судинних захворювань показав невеликий, але значний ухил песимізму; однак література в цілому є безрезультатною.

## Зноски
1. ↑  O’Sullivan, Owen P (2015). The neural basis of always looking on the bright side. Dialogues in Philosophy, Mental and Neuro Sciences,. с. 8(1):11–15.{{cite book}}:  Обслуговування CS1: Сторінки з посиланнями на джерела із зайвою пунктуацією (посилання)